# ムソニウス・ルフス
ムソニウス・ルフス（30年ごろ - 101年ごろ）は、ローマ帝国期のストア派の哲学者。エピクテトスやディオン・クリュソストモスの師として知られる。著作は現存せず言行のみ伝わる。単なるストア派でなく独自思想やキュニコス派との折衷の面もあり、「ローマのソクラテス」とも呼ばれる。
フルネームはガイウス・ムソニウス・ルフス（羅: Gaius Musonius Rufus）、ギリシア語名はムソニオス・ルポス（古希: Μουσώνιος Ῥοῦφος）。

## 生涯
30年ごろ、エトルリア（現トスカーナ）の都市ウォルシニイのエクィテスの家に生まれる。
クラウディウスの姪の孫ルベッリウス・プラウトゥスと親交し、60年ごろ、ネロの猜疑心でプラウトゥスが追放された際は付き従う。62年、プラウトゥスがネロに殺されるとローマに帰還する。
帰還後、ローマでストア哲学を講義し始めたが、65年に「ピソの陰謀」が発覚すると関与者とみなされ、キュクラデス諸島のギュアロス島（現イアロス島）に流される。そこで過酷な環境にありながらも哲学の共同体を築く。68年、ガルバが帝位に就くとローマに再び帰還する。
四皇帝の年のプリムス進軍の際、ウィテッリウスの使節団に参加する。そこでストア哲学により戦争の無益と平和の必要を説いたが、兵士に相手にされなかったという。71年、ウェスパシアヌスが哲学者をローマから追放した際は、特別に残留を許される。しかし75年に結局追放され、ウェスパシアヌス没後の79年に帰還する。
没年は101年以前と推測される。これは小プリニウス『書簡集』所収の同年の書簡で、ムソニウスの娘婿アルテミドルスについて語る箇所から推測される。

## 著作・言行録

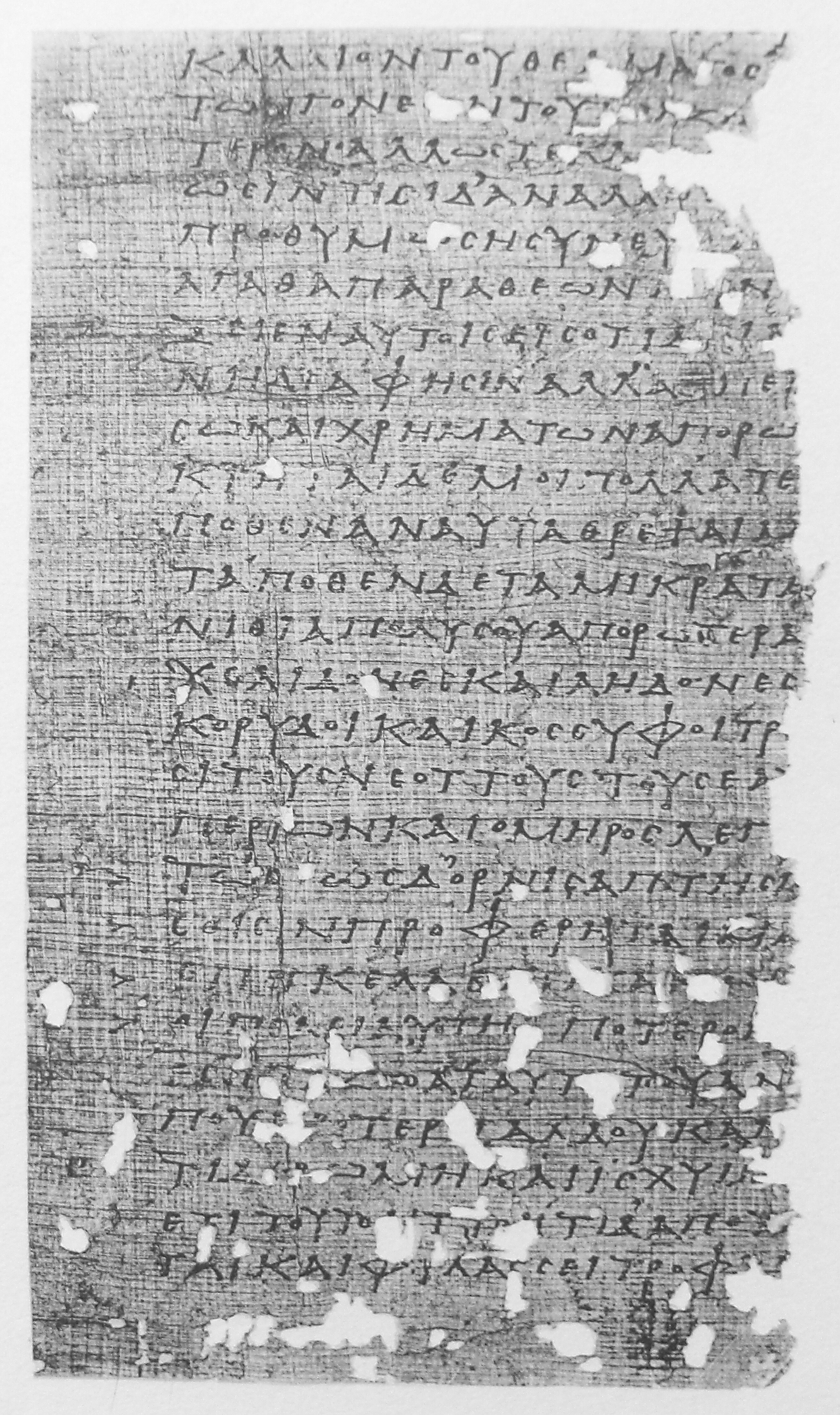
ストバイオス所伝の言行録と同じ記述があるパピルス断片

ムソニウス自身の著作は伝わらないが、弟子が編纂した言行録が断片的に伝わる。これはソクラテスやエピクテトスと同様である。言行録は二つ伝わる。
第一の言行録は、ルキウスという弟子が編纂者で、ストバイオスを通じて21篇が伝わる。パピルス断片も発見されている。
第二の言行録は、ポッリオという弟子が編纂者で、ゲッリウスらを通じて32篇が伝わる。
その他、エピクテトスの『語録』にも言行が伝わる。フラウィウス・ピロストラトス『テュアナのアポロニオス伝』では、アポロニオスの友人として登場する。ルキアノスまたはベロス・ピロストラトス『ネロ』では、ネロの事績の語り手として登場する。

## 思想・影響
受講生に、エピクテトス、ディオン・クリュソストモス、エウプラテスがおり、ローマ期のストア派継承において重要な位置にいる。『スーダ』やタキトゥスもムソニウスをストア派に分類する。しかしながら、現代ではこの分類を疑う研究者もいる。
ムソニウスは言行録でキュニコス派に直接言及しないながらも、キュニコス派的な清貧の倫理学を説いている。エピクテトスがキュニコス派に批判的ながらもディオゲネスに敬意を払っているのは、エピクテトスがディオゲネスにムソニウスを重ねているから、とする解釈もある。
ストバイオス所伝の言行録では、恋愛や結婚の意義、哲学する上で男女の能力に差はなく、女性も哲学するべきこと、などを説いている。ただし、これらはムソニウスより先にプラトンが『饗宴』『法律』『国家』で説いている。
エピクテトスの『語録』では、論理学を疎かにしてはならないこと、などをエピクテトスに教えたとされる。
ディオン・クリュソストモスの著作には『ムソニウスへの反論』があったが現存しない。
ギリシア教父のアレクサンドリアのクレメンスにも影響を与えたとされる。